# T·O·S (Terminate on Sight)
T·O·S (Terminate on Sight) es el segundo álbum de estudio del grupo de rap G-Unit. El título del álbum fue anunciado originalmente como Shoot 2 Kill y luego Lock & Load, con el nombre en última instancia fue Terminate on Sight. El álbum fue originalmente programado para ser lanzado el 24 de junio de 2008, pero fue reprogramado para el 1 de julio.

## Concepto
El título del álbum ha sido reconocida por HipHopDX quien dijo: "Como el título sugiere, no son exactamente el objetivo de alegría." En una entrevista con MTV , Tony Yayo reveló la razón detrás del título diciendo que "describe la agresividad.
50 Cent comentó sobre el método de composición y grabación que el grupo está utilizando. Él dijo: 

Corrimos a través de 18 registros. Pero lo que estaba haciendo en ese momento fue que era lo que les permite hacer el mismo esfuerzo que ellos hacen para los materiales de mixtape, para el álbum. Así que vamos a poner partes de ese material que se hicieron durante ese lapso de tiempo en la calle real.  No va a hacer otra cosa que crear un ambiente propicio.

## Música

### Grabación
Durante una entrevista, Spider Loc mencionó que G-Unit había grabado setenta a ochenta pistas que podrían haber aparecido en el álbum. Sin embargo, en una entrevista posterior con AllHipHop.com, G-Unit afirmó que existen dieciocho posibles pistas que podrían han hecho el álbum.
En una entrevista con MTV, 50 Cent habló de los pasos antes de su liberación. Él dijo: 

Tenemos que trabajar con Em', eso es todo. Se puede hacer con el producciones-sabias, que capturó lo que necesitaba. Pero yo no quería, no tienen el sello de sobre el mismo. Antes de mis obras provienen directamente del público, tiene que pasar la prueba de Eminem, el Dr. Dre. Dre prueba - es unas cuantas pruebas antes de que los empujan a la calle. Por eso se puede esperar una mejor calidad de música que el artista de lo habitual.

En una entrevista con ReverbNation, Lloyd Banks escribió sobre la obra mientras ética de la grabación del álbum. Él dijo: 

Estábamos en el estudio empujaban unos a otros. Literalmente el momento en que tiene un verso hecho, Yayo habría hecho su verso. Estamos malditos luchando para conseguir en el stand. Eso es lo que faltaba. Y se trata de sentir la resistencia, por primera vez. Yo lo veo como una bendición, porque nos ha traído de nuevo a donde empezamos.  Volver a eso hemos hecho la música en primer lugar, y por qué la gente le gustó a él. La gente ve la parte de éxito y creo que es un accidente. Quiero que los fans y los críticos del saber de primera, tanto éxito que hemos tenido, nunca la sombra del amor y el respeto con que hicimos la obra. El amor nos impulsa.

En una entrevista, Tony Yayo habló acerca de un tema con Eminem , que es producida por el Dr. Dre. Él dijo: 

"La pista con Eminem está en carne viva. Él. Y 50 se va a matar la carrera de alguien con eso, pero me mantengo a mí mismo que voy ahora mismo. No creo que vaya va estar listo para esta pista. Yo creo que puede empujar este nigga de suicidarse cuando escucha esto.""

 However there was no song with Eminem on the album. Sin embargo no había ninguna canción de Eminem en el álbum.

### Producción
Tony Yayo señaló que las pistas de Timbaland y Swizz Beatz son sus "favoritas", citándolos como "la estrella de las pistas". Tony Yayo también ha confirmado que Ron Browz ha producido para el álbum. En una entrevista con HipHopGame , G-Unit también afirmó que la producción fue proporcionada por algunos de los nuevos productores relativamente.

### Ventas y certificaciones
El álbum debutó en el número 4 en el Billboard 200 con ventas de 102.000 para la primera semana. En su segunda semana en los EE. UU., el álbum vendió 36.000 copias, aterrizaje, en el número 9. En la tercera semana de los EE. UU. del álbum cayó al número 24, vendiendo 21.000 copias. En su cuarta semana en los EE. UU. el álbum vendió 14.000 copias, con lo que el totol cuatro semanas a alrededor de 173.000 en los EE. UU. El álbum ha vendido desde entonces 240.000 copias en los Estados Unidos. 
Según Mediatraffic, el álbum vendió 119.000 copias en su primera semana en todo el mundo en primer lugar (número 6), es decir, 17.000 se vendieron la primera semana fuera de los EE. UU. En los álbumes en todo el mundo la segunda semana vendió 47.000 copias (número 20). En su tercera semana el álbum vendió 28.000 copias en todo el mundo (número 39). En la cuarta semana en el álbum no entró en el top 40 en todo el mundo las ventas de álbumes de éxitos otra vez.

### Lista de canciones
| N.º   | Título                                                     | Productor(es)                                | Duración |  |
| 1.    | «Straight Outta Southside»                                 | Ron Brownz                                   | 2:36     |  |
| 2.    | «Piano Man» (featuring Young Buck)                         | Bizness de Tha Bizness                       | 3:21     |  |
| 3.    | «Close To Me»                                              | Teraike                                      | 4:18     |  |
| 4.    | «Ride Pt.2» (featuring Young Buck)                         | Tha Bizness                                  | 2:48     |  |
| 5.    | «Casualties of War»                                        | Ky Miller                                    | 3:19     |  |
| 6.    | «You So Tough»                                             | Ky Mller                                     | 3:46     |  |
| 7.    | «No Days Off»                                              | Dual Output                                  | 3:54     |  |
| 8.    | «TOS (Terminate on Sight)»                                 | Ty Fyffe                                     | 4:11     |  |
| 9.    | «I Like The Way She Do It» (featuring Young Buck)          | Street Radio Inc.                            | 3:52     |  |
| 10.   | «Kitty Kat»                                                | Hit-Boy                                      | 3:48     |  |
| 11.   | «Party Ain't Over» (featuring Young Buck)                  | Damien Taylor                                | 3:30     |  |
| 12.   | «Let It GO» (featuring Mavado)                             | DOn Cannon                                   | 3:06     |  |
| 13.   | «Get Down»                                                 | Swizz Beatz                                  | 3:47     |  |
| 14.   | «I Don't Wanna Talk About It»                              | Corparal Wilson Jesse & Reginald Regg "Smith | 4:34     |  |
| 15.   | «Ready Or Not»                                             | Jake One                                     | 3:38     |  |
| 16.   | «Money Makes the World Go Round» (Lloyd Banks & Tony Yayo) | Ron Browz                                    | 4:14     |  |
| 17.   | «Chase Da Cat (Bonus Track)»                               | Kadis y Sean "The Chase"                     | 3:43     |  |
| 58:51 |                                                            |                                              |          |  |

## Carteleras
| Charts (2008)                         | Peak position |
| ------------------------------------- | ------------- |
| Australian Albums Chart               | 35            |
| Austrian Charts                       | 44            |
| Belgian Albums Chart                  | 46            |
| Canadian Albums Chart                 | 4             |
| Dutch Albums Chart                    | 65            |
| French Albums Chart                   | 61            |
| German Albums Chart                   | 46            |
| Irish Albums Chart                    | 35            |
| New Zealand Albums Chart              | 30            |
| Swiss Albums Chart                    | 25            |
| UK Albums Chart                       | 39            |
| U.S. Billboard 200                    | 4             |
| U.S. Billboard Top R&B/Hip-Hop Albums | 2             |
| U.S. Billboard Top Rap Albums         | 2             |